# Lidtjärnen (Ragunda socken, Jämtland)
Lidtjärnen är en sjö i Ragunda kommun i Jämtland och ingår i Indalsälvens huvudavrinningsområde.